# Вулиця Григорія Чупринки (Київ)
Ву́лиця Григорія Чупринки — вулиця в Дніпровському районі міста Києва, житловий масив Соцмісто. Пролягає від проспекту Соборності до вулиці Будівельників. На своєму початку вулиця не має проїзду до проспекту Соборності.
Прилучається проспект Миру.

## Історія
Вулиця виникла в 50-ті роки XX століття під назвою Нова, з 1957 року — Річицька вулиця. 
З 1961 року набула назву вулиця Чудновського, на честь революціонера-більшовика Григорія Чудновського.
Сучасна назва на честь українського поета, політика, вояка Армії УНР Григорія Чупринки — з 2016 року.

## Пам'ятники та меморіальні дошки
Раніше на будинках № 2/8 та № 8 були розміщені анотаційні дошки на честь Г. І. Чудновського, чиє ім'я в радянські часи носила вулиця. Були відкриті у 1964 році, архітектор А. Н. Борисова. Демонтовані у 2019 році.